# Saalbau (Burg)

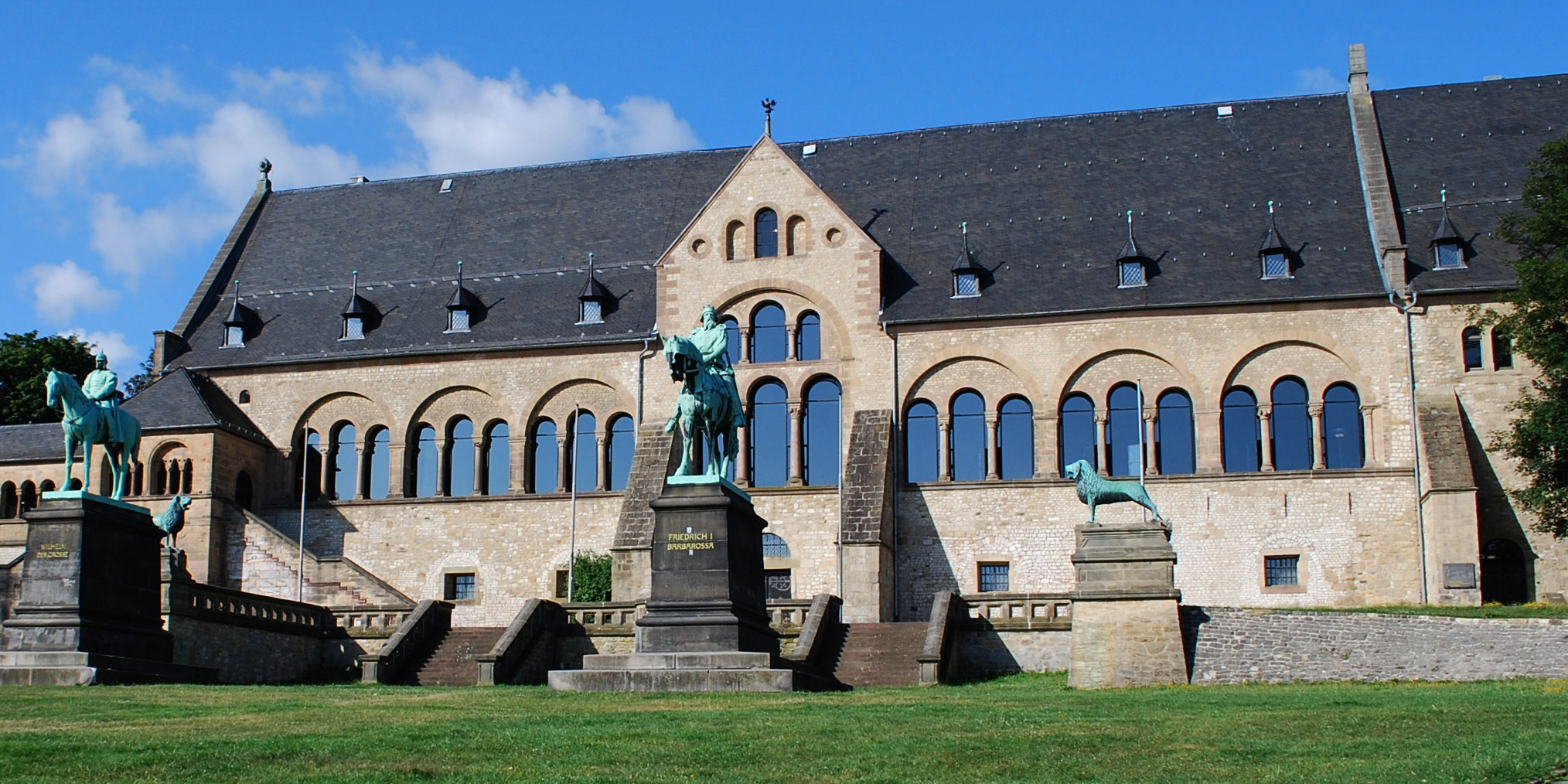
Saalbau der Kaiserpfalz Goslar

Ein Saalbau ist ein Gebäude auf Burgen und Pfalzen, dessen zentrales Element ein Saal (oft Rittersaal genannt) oder eine Halle ist, die eine komplette Geschossfläche des Gebäudes einnehmen bzw. alle anderen Räume des Geschosses an Größe deutlich übertreffen. Auch viele mittelalterliche Bischofsresidenzen besaßen einen Saalbau. Stammt dieser aus der Zeit der Romanik, ist für ihn der Begriff Palas gebräuchlich.

## Verschiedene Definitionen

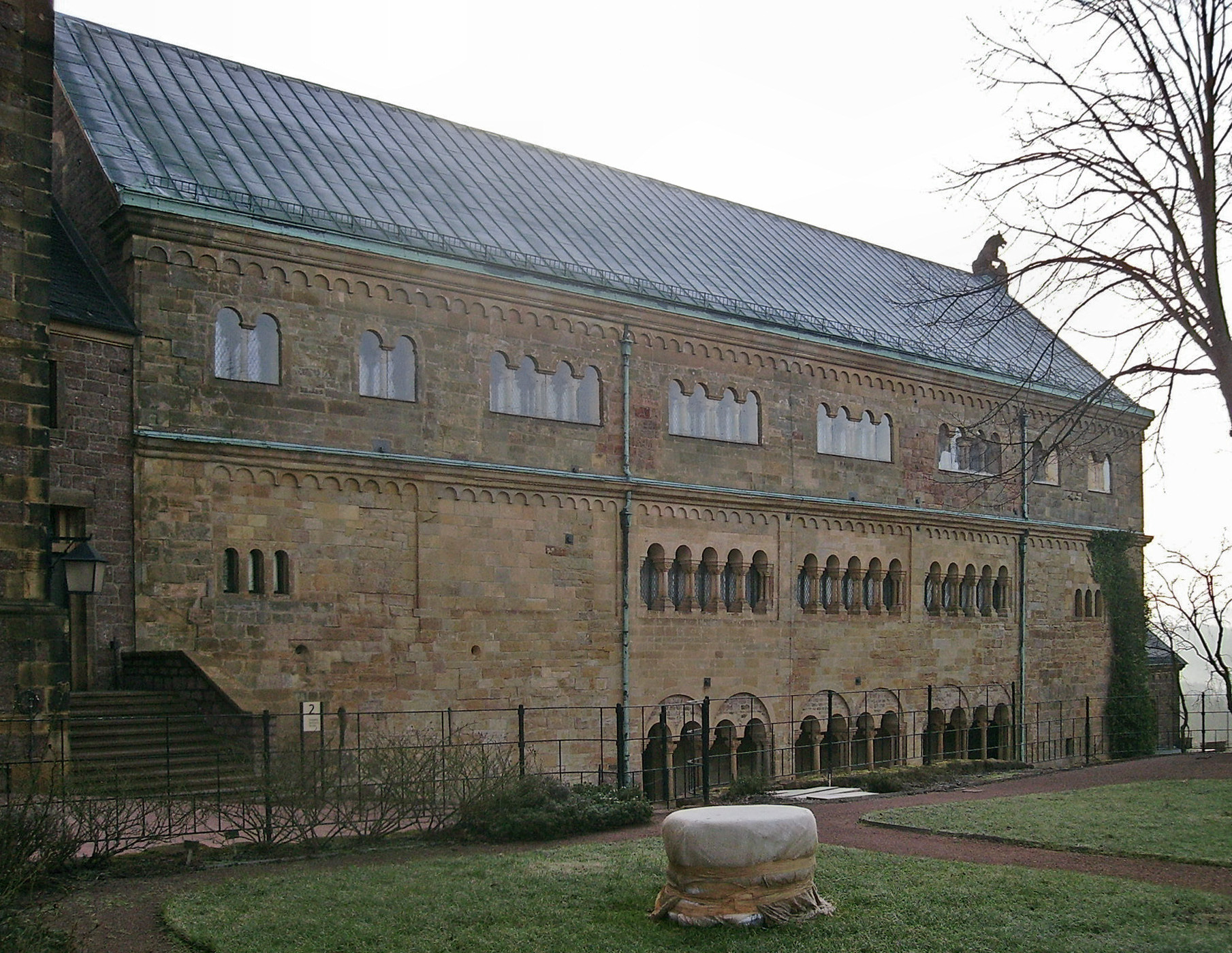
Saalbau der Wartburg

Saalbauten im strengen Sinne sind große herrschaftliche Gebäude, die durch einen oder mehrere übereinanderliegende, die gesamte Geschossfläche einnehmende Säle oder (teilweise mehrschiffige) Hallen bestimmt sind. Sie unterscheiden sich von Wohnbauten dadurch, dass Letztere nur einen kleinen oder mehrere kleine Säle aufweisen. Saalbauten im strengen Sinne sind in Europa jedoch die Ausnahme, sie beschränken sich auf Pfalzen und pfalzartige Königsburgen (frühe Kaiserpfalz Goslar, Pfalz Paderborn) sowie wenige Burgen des Hochadels und anderer mächtiger Adelsgeschlechter (Gamburg, Ronneburg, Burg Dankwarderode, Schloss Tirol).
Häufiger gibt es Saalbauten, die einer weiter gefassten Definition entsprechen: In einem mehrgeschossigen Gebäude nimmt der große Saal ein gesamtes Obergeschoss ein, während im Erdgeschoss mehrere kleine Räume liegen, die Alltagstätigkeiten dienen; zum Beispiel Vorratsräume, Lagerräume und Küche. In einem solchen Fall spricht man auch von einem Saalgeschossbau (seltener Saalgeschosshaus). Eine andere ebenfalls weiter gefasste Definition von Saalbau liegt vor, wenn das Gebäude auf einem Geschoss außer einem großen Saal nur wenige andere Räume aufweist, deren Größe und Bedeutung klar hinter jenen des Saales zurücktreten. Beispiele für Saalbauten im weiteren Sinne finden sich unter anderem auf der Wartburg, der Kaiserpfalz Gelnhausen, der Ulrichsburg, der Burg Girbaden und der Burg Eger.
Auch wenn die Anzahl der Saalbauten gemäß den weiter gefassten Definitionen wesentlich höher liegt als jene, die der engen Definition genügen, sind Saalbauten trotzdem eine große Ausnahme in der Burgenarchitektur und auf maximal fünf Prozent der klassischen Adelsburgen vertreten.

## Geschichte

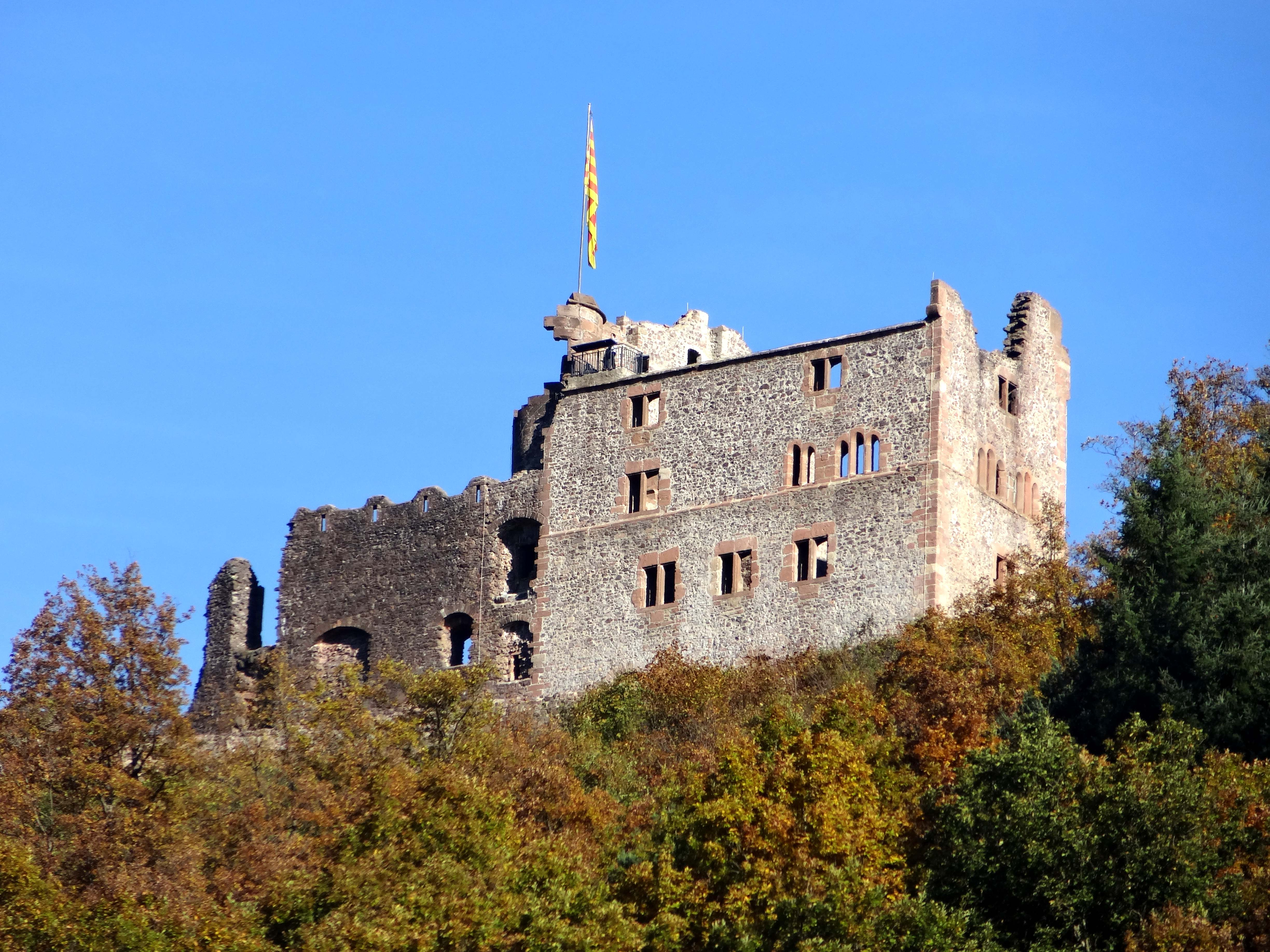
Saalbau der Burg Hohengeroldseck

Saalbauten kamen schon in karolingischer, ottonischer und salischer Zeit vor. Es handelte sich dabei anfänglich um große, langgestreckte, rechteckige Gebäude, die nur aus einem Raum bestanden und in zeitgenössischen Quellen mit dem lateinischen Wort aula bezeichnet wurden. Im Deutschen war für sie die Bezeichnung „sal“ üblich. Zunächst kamen sie nur in königlichen und bischöflichen Pfalzen vor, ab den 10. Jahrhundert traten sie dann auch bei Burgen anderer mächtiger Bauherren auf. Zur selben Zeit wurden Saalbauten mehrgeschossig, sodass der namensgebende Saal fortan bis zur Gotik meist im obersten Geschoss lag. Ausnahmen von dieser Regel finden sich zum Beispiel auf Schloss Ambras und Burg Hohengeroldseck. In ottonischer Zeit wurden die ersten Saalbauten mit einem sockelgeschossartigen Kellergeschoss errichtet. Die Lage des Saals im höher gelegenen Obergeschoss ist vermutlich der Ursprung der späteren Beletage und des Piano nobile im Schlossbau.
Saalbauten gehörten praktisch nie zum ursprünglichen Baubestand, sondern wurden erst später einer Anlage hinzugefügt. In staufischer Zeit waren repräsentative Saalbauten mit zwei oder drei Geschossen dann ein geläufiges architektonisches Thema auf Adelsburgen und hatten sich zum Regeltypus des Wohn- und Repräsentationsbaus einer Burganlage entwickelt, der erst im 14. Jahrhundert allmählich auslief. Schon ab dem 12. Jahrhundert genügten Saalbauten oft nicht mehr den Anforderungen der Burgherren, weshalb sie zu Wohnbauten oder kombinierten Wohn- und Saalbauten umgestaltet wurden. Der Saal wurde allmählich in differenzierte sowie größere Raumabfolgen eingebunden und verlor seine bestimmende Funktion, sodass er nur noch ein Raum unter vielen war. Zwar kam es noch bis zum Ende des 14. Jahrhunderts zum Bau von reinen Saalbauten (zum Beispiel in Marburg und Nideggen), aber spätestens im 15. Jahrhundert verloren sie ihre dominierende Stellung innerhalb des Raumgefüges einer Burg.

## Beschreibung

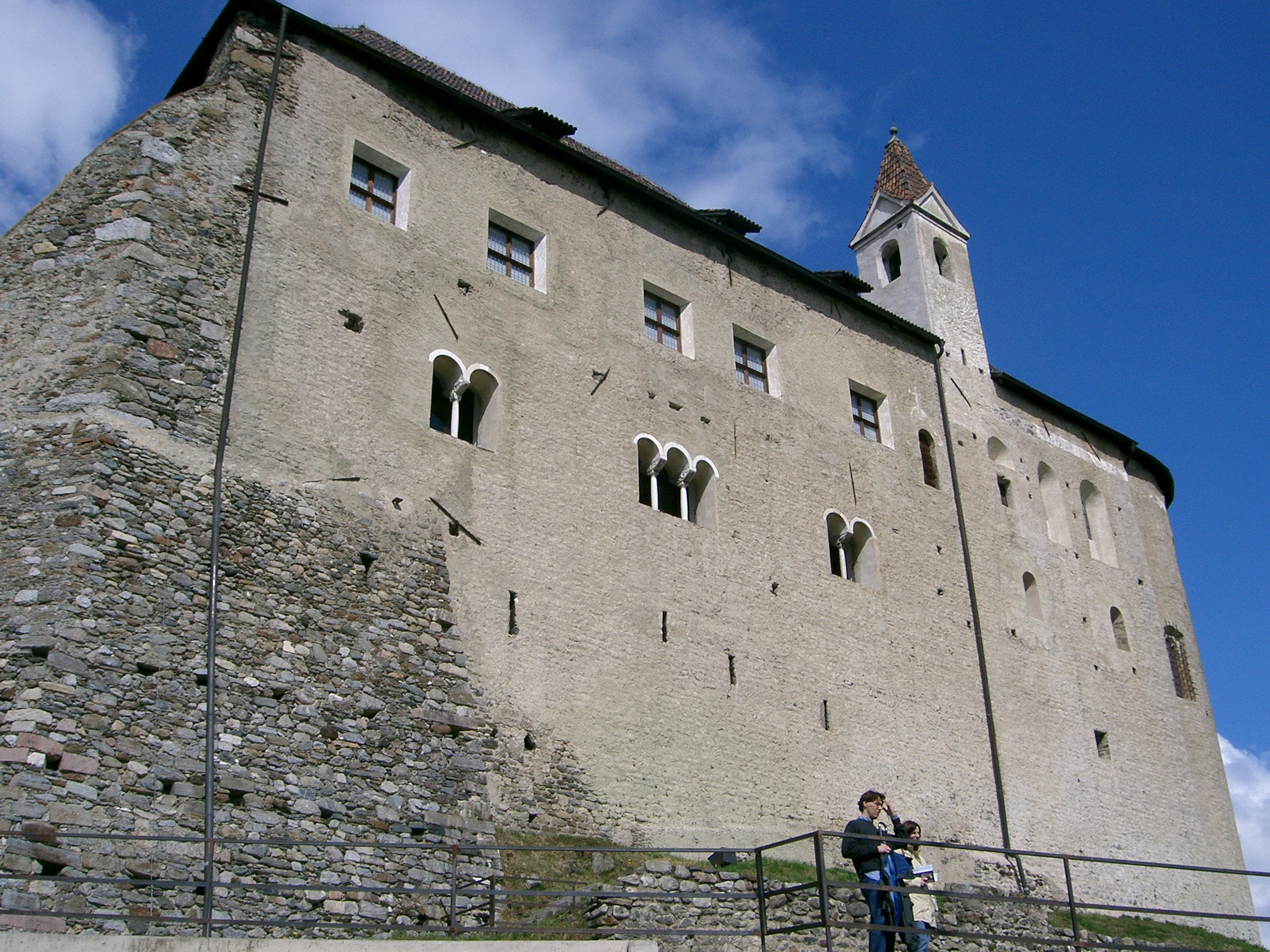
Saalbau des Schlosses Tirol

Bis zum beginnenden Hochmittelalter standen Saalbauten freistehend innerhalb des Burg- oder Pfalzareals. In späterer Zeit fand man sie immer häufiger in Randlage an der Ringmauer, in der Regel an der wehrtechnisch am wenigsten gefährdeten Seite und meist an einem Standort, der eine gute Aussicht bot. Die in den oberen Geschossen befindlichen Säle waren dabei anfänglich nur über hölzerne Außentreppen zu erreichen. Ab staufischer Zeit wurden diese durch Innentreppen ersetzt, bis sich im 13. Jahrhundert steinerne Treppentürme mit Wendeltreppen zur Erschließung des Saals durchsetzten. Sie führten zu Portalen, die mehrheitlich an der zum Hof zeigenden Längsseite lagen.
In der Regel bestanden die Saalbauten aus Stein, bis zum 11. Jahrhundert gab es aber auch vereinzelt hölzerne Pfostenbauten, wie etwa in Elten und Tilleda. In staufischer Zeit kamen sorgfältig behauene Quader für das Mauerwerk zum Einsatz. Viele, reich gegliederte Fenster oder Arkaden sorgten für eine großzügige Belichtung und Belüftung des Saals und erzielten zudem von außen eine Fernwirkung. Am Saalbau der Ulrichsburg und der Pfalz Wimpfen gibt es zum Beispiel Fensterreihen, die sich über die komplette Längsseite des Gebäudes erstrecken. Die Fenster konnten oft durch Läden verschlossen werden. Deren Fehlen ist – besonders in Kombination mit dem Fehlen einer Beheizungsmöglichkeit – ein Indiz dafür, dass der Raum wohl nur vorübergehend als sogenannter Sommersaal genutzt wurde (siehe auch Nutzung).
Als Repräsentationsbau waren Saalbauten immer künstlerisch gestaltet. Ihre Gliederungsdetails und Bauskulptur ähnelten jenen an Sakralbauten aus derselben Zeit. Ihre Ausmaße konnten sehr unterschiedlich sein. Der größte mittelalterliche Saalbau in Goslar maß bis zu seiner Umgestaltung in staufischer Zeit 47 × 15 × 6,6 Meter, während der Saalbau der Neuerburg im Westerwald nur 8,5 × 7,5 × 3,8 Meter groß war.
Bis zum Ende der Stauferzeit fanden sich in den Sälen kaum Säulen, denn im Gegensatz zu großen Kapitelsälen und Refektorien von Klöstern waren die Hauptsäle von Burgen und Pfalzen durchweg mit einer flachen Decke ausgestattet. Erst in späterer Zeit besaßen auch sie Gewölbedecken mit zum Teil reich dekorierten Stützsäulen (Wappensaal des Wenzelschlosses, Burg Trausnitz, Albrechtsburg). Die Säle waren meist durch große Kamine beheizbar, in manchen Saalbauten gab es gleich mehrere davon. Für die Burg Dankwarderode und die Kaiserpfalz in Goslar sind sogar Warmluftheizungen nachgewiesen. Der Fußboden war häufig farbig gestaltet. Er bestand zum Beispiel aus gemusterten Tonfliesen oder bunten Platten, die in Mustern verlegt waren. Auch die Wände besaßen oft eine farbige Dekoration in Form von Wandmalereien, farbige Putzen oder Lasuren, wenngleich solche Fresken wie der Iwein-Zyklus auf Schloss Rodenegg wegen ihrer Großflächigkeit eine Ausnahme sind. Anstatt dessen wurden oft verschiedenartige Steinsorten für die Wände genutzt und zusätzlich textile Wandbehänge aufgehängt. Hölzerne Wandvertäfelungen kamen erst Ende des 14. Jahrhunderts und dann vornehmlich im Alpenraum auf.

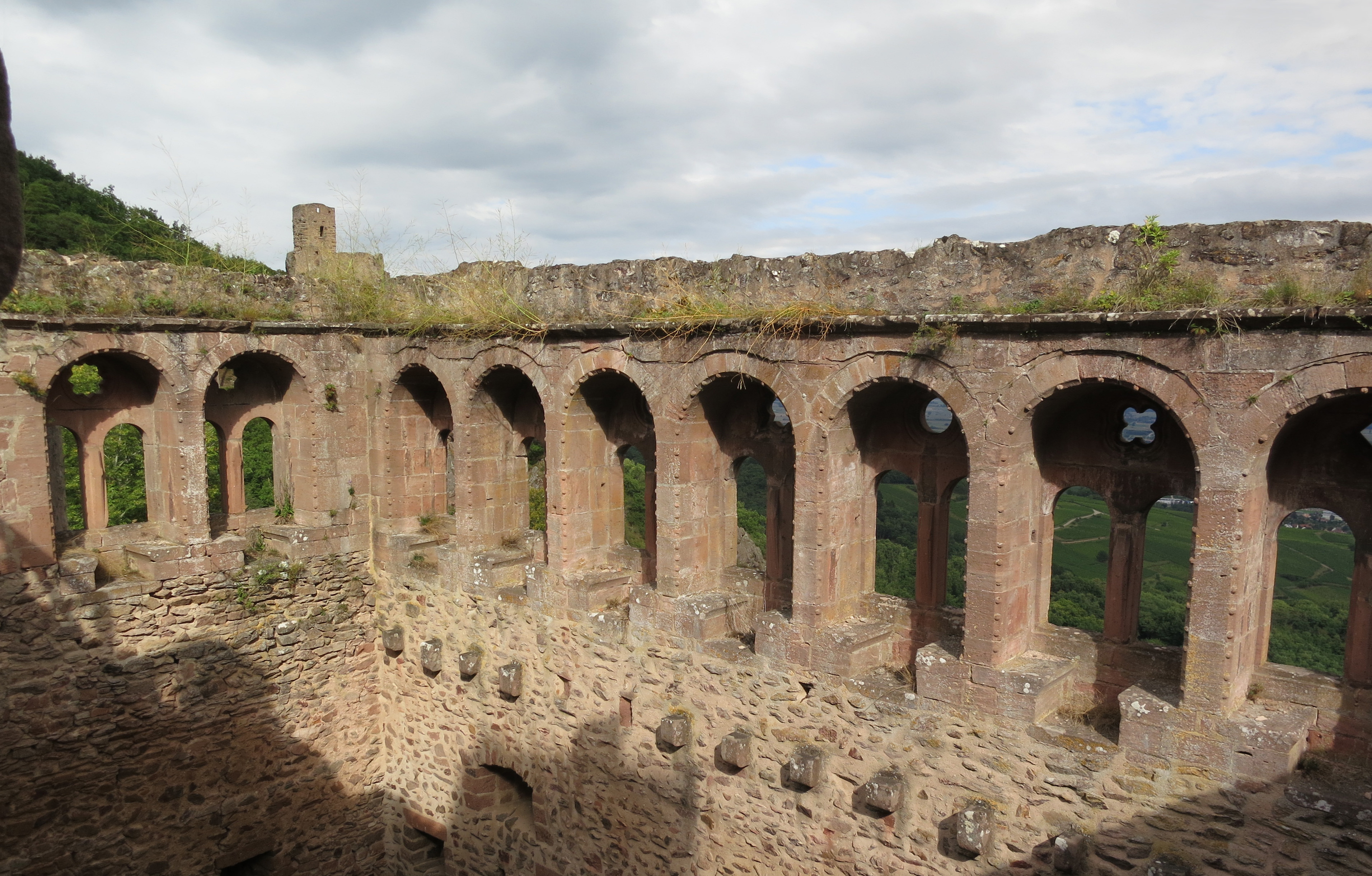
Fensterarkaden des Saalbaus auf der Ulrichsburg
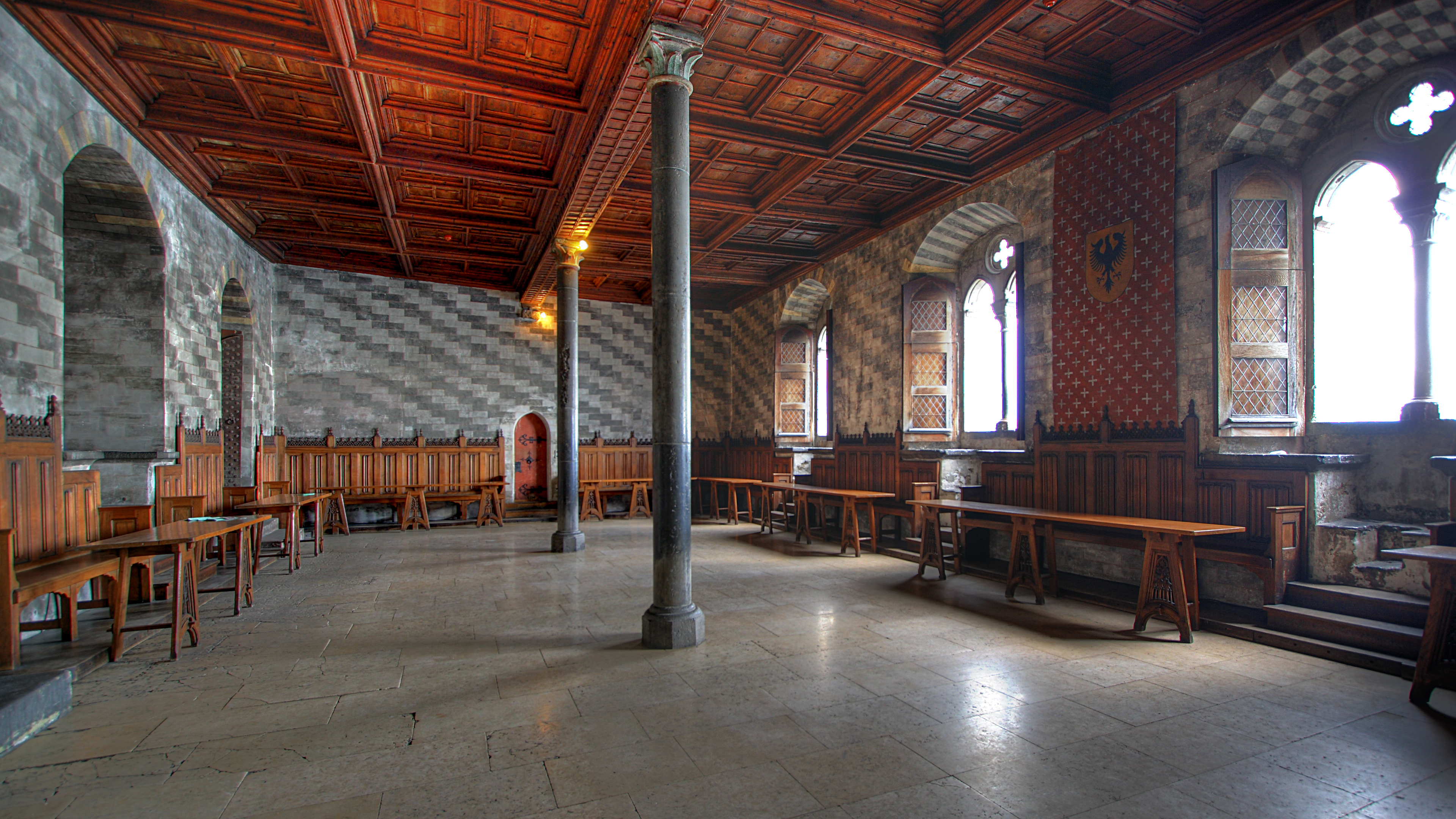
Saal im Schloss Chillon mit flacher Decke und Mittelsäulen
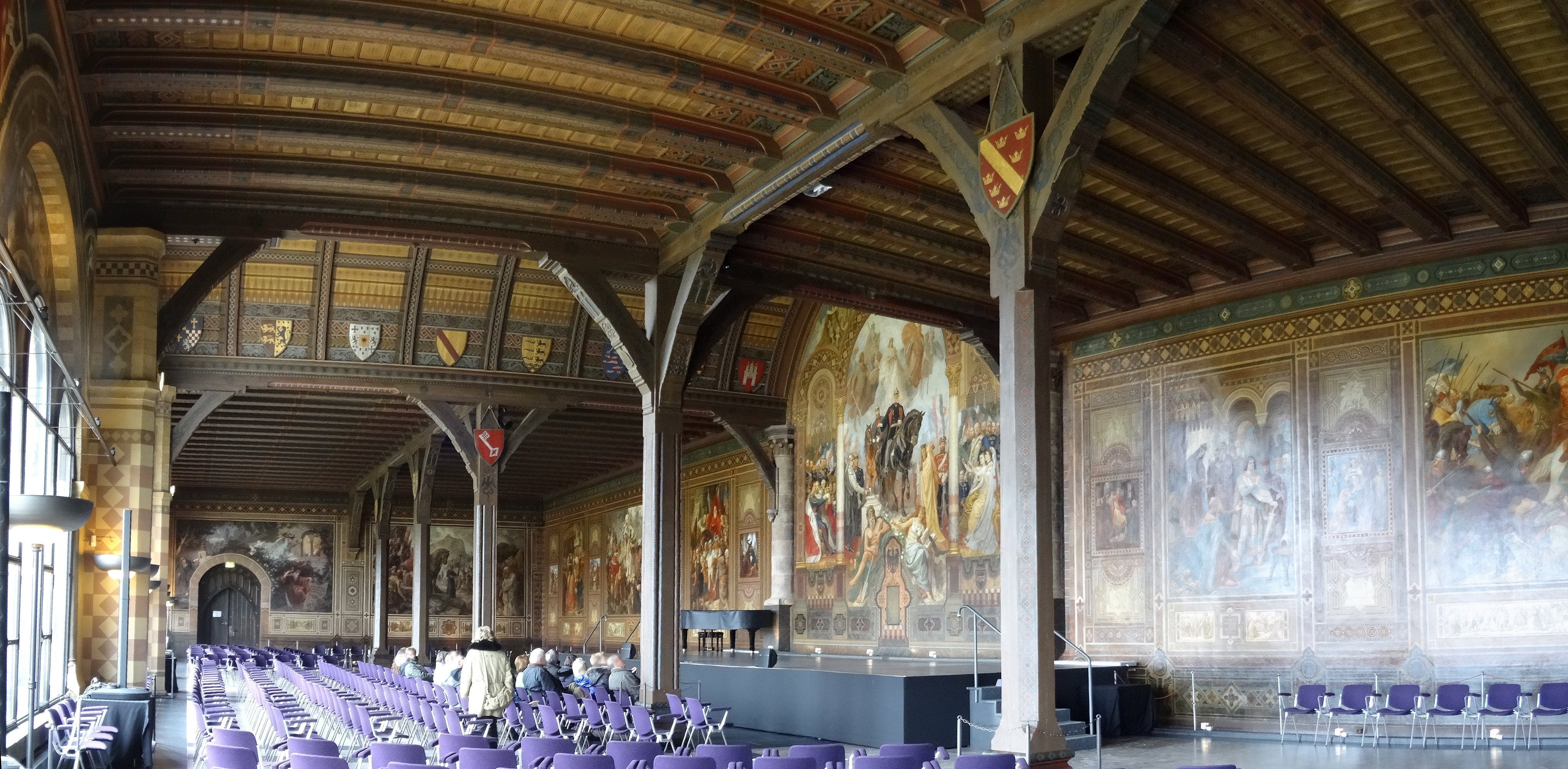
Der Saal in der Kaiserpfalz Goslar besaß eine Warmluftheizung.
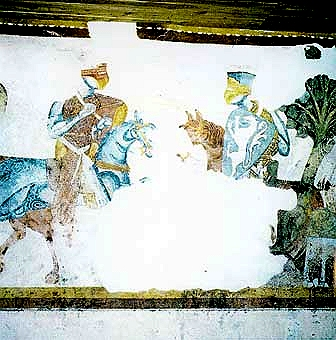
Fresko an der Saalwand von Schloss Rodenegg

## Nutzung
Der Saal diente festlichen Anlässen wie Empfängen, Festen, Tanz- und Musikveranstaltungen sowie Versammlungen anlässlich von Rechtshandlungen wie Beratungen und Zeremonien. Darüber hinaus wurde er aber auch als Garderobe und Speisesaal für Gäste und Burgsassen genutzt. War nur ein Saal in der Anlage vorhanden, konnte er zudem als Schlafraum dienen. Wenn eine Burg mehrere Säle besaß, geht die Burgenforschung davon aus, dass die Säle unterschiedliche Funktionen erfüllten. So diente der prächtigste Saal zum Beispiel als Festsaal, während ein zweiter für weniger feierliche Empfänge und Zusammenkünfte genutzt wurde und ein dritter die Funktion einer Hofstube erfüllte (Albrechtsburg und Ingolstadt). Zudem ist bekannt, dass einige größere Anlagen neben einem winterfesten Saal auch einen nur temporär nutzbaren Sommersaal besaßen.